# Física do estado sólido
Física do estado sólido é o maior ramo da física da matéria condensada e estuda a matéria rígida ou sólidos. As principais teorias e pesquisas da física do estado sólido estão focadas em cristais, basicamente devido a periodicidade dos átomos no cristal que facilita a modelagem matemática e também porque materiais cristalinos frequentemente possuem propriedades elétricas, magnéticas, ópticas, ou mecânicas que podem ser explorados para propósitos de engenharia.
É a disciplina fundamental que trata do estudo e aprimoramento dos semicondutores. Uma das principais teorias advindas da física de sólidos é a Teoria de Bandas.

## História
As propriedades físicas de sólidos tem sido um assunto comum da ciência por séculos, porém a física do estado sólido não emergiu antes dos ano 40 com a criação da Divisão de Física do Estado Sólido (DSSP em inglês) na Sociedade Americana de Física. A DSSP forneceu recursos para a indústria e então a física do estado sólido começou a ser associada à aplicações tecnológicas que foram possíveis graças à pesquisa em sólidos. Por volta do começo dos anos 60 a DSSP era considerada a maior divisão da Sociedade Americana de Física.
Grandes comunidades de físicos do estado sólido emergiram na Europa depois da Segunda Guerra Mundial, em particular na Inglaterra, Alemanha e União Soviética. Nos Estados Unidos e Europa, a física do estado sólido se tornou uma área proeminente através de suas pesquisas em semicondutores, supercondutividade, ressonância magnética e diversos outros fenômenos. Durante o começo da Guerra Fria, a pesquisa nesta área não era mais restrita apenas aos sólidos, o que levou alguns físicos nos anos 70 e 80 a fundar a área da física da matéria condensada, que organizou técnicas comuns já usadas para investigar também líquidos, plasmas e outros estados da matéria. Hoje a física do estado sólido é amplamente considerada como subárea da física da matéria condensada, pois foca nas propriedades dos sólidos com estruturas cristalinas regulares.